# NGC 135
NGC 135 è una galassia situata nella costellazione della Balena, classificata inizialmente come lenticolare, ma che nelle immagini più recenti a forti ingrandimenti nell'infrarosso mostra una struttura più complessa che la fa ritenere da alcuni una galassia a spirale barrata.
La magnitudine apparente di NGC 135 nell'ultravioletto è 16,667 ± 0,026, mentre nell'infrarosso è 11,149 ± 0,034.

## Scoperta
È stata scoperta il 2 ottobre 1886 dall'astronomo americano Francis Leavenworth, che la descrisse come "piuttosto debole, molto piccola, arrotondata". Fu nuovamente osservata il 4 novembre 1891 da Stéphane Javelle, che la considerò un nuovo oggetto, in quanto posizionato a coordinate diverse da quelle indicate da Leavenworth e le assegnò pertanto la numerazione IC 26. Finalmente, nel 1900, le nuove osservazioni effettuate da Herbert Alonzo Howe chiarirono che si trattava dello stesso oggetto, incorrettamente posizionato nella scoperta iniziale del 1886.